# Eoglaucomys fimbriatus
Eoglaucomys fimbriatus es una especie de roedor de la familia Sciuridae.

## Distribución geográfica
Se encuentra en India y Pakistán. 

## Estado de conservación
Se encuentra amenazada de extinción por la pérdida de su hábitat natural.

## Hábitat
Su hábitat natural son: zonas subtropicales o tropicalesbosques áridos.